# Parodie de chevalerie
La chevalerie et les chevaliers ont été parodiés et brocardés, par de multiples biais, et toujours sur un mode humoristique.
Les liens sont donc ténus entre la parodie, le pastiche, le comique de situation, etc.

## Parodies de chevalerie dans la littérature
- Parodie (littérature)
- Don Quichotte
- Gargantua

## Parodies de chevalerie au cinéma et à la télévision
- Monty Python : Sacré Graal !
- Kaamelott
- Sacré Robin des Bois
- La Vipère noire (série télévisée)

## Parodies de chevalerie dans la BD
- Johan et Pirlouit

## Parodies de chevalerie dans des films d'animation
- Shrek
- Rabbit Hood